# Джорджтаунский маяк
Джорджтаунский маяк (англ. Georgetown Lighthouse) — маяк в Джорджтауне.

## История
В 1817 году был сначала построен голландцами, а затем перестроен в 1830 году, с целью обеспечения навигации для кораблей в реку Демерара из Атлантического океана. Маяк расположен на «Уотер-стрит», имеет восьмиугольную форму, высота строения 31 метр, имеются вертикальные красные и белые полосы. Является одной из известных достопримечательностей Джорджтауна и имеет статус национального памятника.
Кирпичная конструкция была сдана в эксплуатацию 1 июня 1830 года, заменив деревянный маяк, построенный на том же месте голландцами. Британские инженеры построили нынешний маяк, укрепив строение, сделав фундамент и вбив 49 свай, благодаря чему это строение функционирует почти 200 лет спустя. В марте 1838 года на реке Демерара был установлен плавающий свет, а также появилась система сигнальных огней для маяка. 27 февраля 1838 года был сформирован Комитет по управлению, который занимался процессом сигнализирования.
До создания этой системы на восточном побережье Демерары был установлен маяк, и входящие в него суда должны были покрывать расходы на строительство маяка. Примерно в полумиле к востоку от форта Гройне находился блок-хаус, который использовался в качестве сигнальной станции для прибывающих судов и для сигнализирования в Бербисе. Прибрежная сигнализация осуществлялась силами семафорных станций. Стальной балкон в верхней части маяка предлагает панорамный вид на Джорджтаун и западное побережье Демерары.